# Misterhult
Misterhult is een plaats in de gemeente Oskarshamn in het landschap Småland en de provincie Kalmar län in Zweden. De plaats heeft 198 inwoners (2005) en een oppervlakte van 36 hectare.